# مانويل كافيلان
مانويل كافيلان (بالإسبانية: Manuel Gavilán)‏ (ولد في 30 نوفمبر 1920 في باراغواي، وتوفي في 8 مارس 2010) كان لاعب كرة قدم باراغواياني كان يلعب في مركز الدفاع. سبق له أن لعب في كأس العالم لكرة القدم مع منتخب بلاده.

## المسيرة الاحترافية

### أندية لعب لها
- نادي ليبرتاد

## روابط خارجية
- مانويل كافيلان على موقع الاتحاد الدولي (مؤرشف)  (الإنجليزية)
- مانويل كافيلان على موقع قاعدة بيانات كرة القدم.إي يو (الإنجليزية)
- مانويل كافيلان على موقع ناشيونال فوتبول تيمز (الإنجليزية)
- مانويل كافيلان على موقع Soccerway.com (الإنجليزية)
- مانويل كافيلان على موقع عالم كرة القدم.نت (الإنجليزية)